# Elmsee (Schöningen)
Elmsee ist der Name eines entstehenden Sees östlich der Stadt Schöningen und westlich des Ortsteiles Offleben der Stadt Helmstedt in Niedersachsen.

## Beschreibung

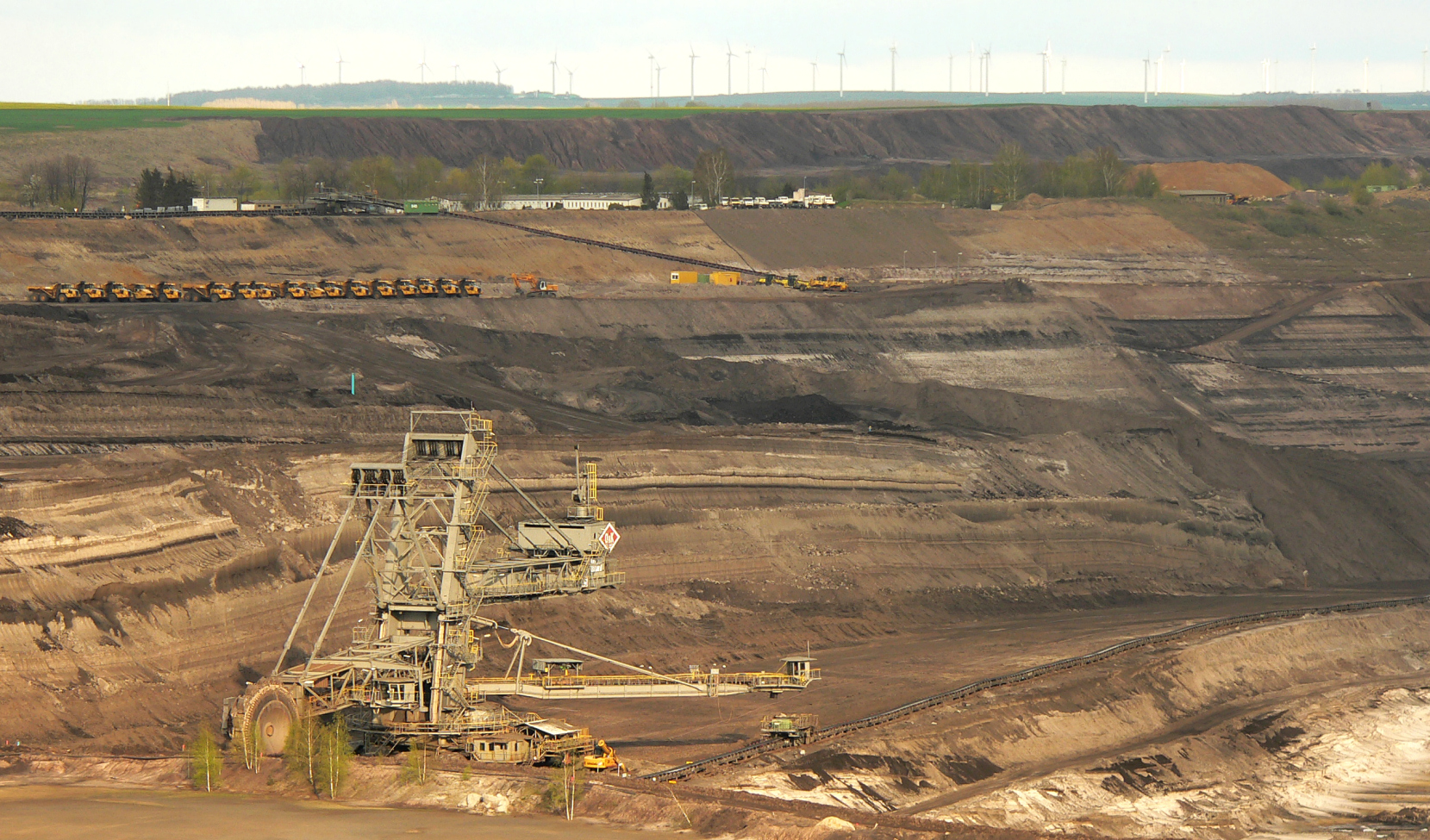
Auskohlung des Südfeldes, wo jetzt der Elmsee entsteht (2012)

Wo sich bis August 2016 das Südfeld des Braunkohle-Tagebaues Schöningen befand, entsteht gegenwärtig ein Gewässer. Nach beendeter Auskohlung des Areals läuft das Restloch nach und nach mit Wasser voll, da im Gegensatz zu den beiden anderen Abbaufeldern Nordfeld und „Restkohlepfeiler Werkstätten“ des ehemaligen Tagebaus kein Abraum mehr zur Verfüllung zur Verfügung steht. Da aufgrund der relativ hohen Geländelage dieses Reviers kaum Oberflächenwasser zur Verfügung steht, wird die Füllung mit Grundwasser noch viele Jahrzehnte dauern.

## Charakteristik des Elmsees
Aktueller Zustand (Ende 2024):
- Wasserfläche: 28 Hektar
- Ausmaße: Nord-Süd 1,1 Kilometer, Ost-West 0,35 Kilometer
- Wasserinhalt: etwa 2 Millionen Kubikmeter
- geschätzte Dauer des Wasseranstiegs: unbekannt

Im Endzustand hat der See folgende Charakteristika:
- Wasserfläche: 400 Hektar bei 95 Meter NHN
- Maximale Ausmaße: Nord-Süd 3,4 Kilometer, Ost-West 1,3 Kilometer
- Wasserinhalt maximal: 172 Millionen Kubikmeter
- Wassertiefe maximal: 100 Meter